# Всеукраїнська учительська спілка
Всеукраїнська учительська спілка (ВУУС) — професійно-політична українська організація вчителів і діячів народної освіти.
Створена в Києві навесні 1905 за ініціативи й участі Б. Грінченка, В. Доманицького, С. Єфремова, В. Дурдуківського, М. Крупського, В. Страшкевича, В. Чехівського, С. Черкасенка, Г. Шерстюка та інших.
Перші організації українських вчителів почали створюватися ще на початку 1905 як місцеві відділення Всеросійського учительського союзу.
За спогадами С. Черкасенка, конкретним поштовхом для створення ВУУС стала ініціатива С. Русової, яка на той час проживала у Санкт-Петербурзі. Як член Центрального бюро Всеросійської спілки вчителів
і діячів народної освіти та голова його національної комісії, Софія Федорівна надіслала групі київських українських громадсько-культурних діячів пропозицію направити на Третій з'їзд спілки делегатів від українського вчительства. Пропозицію взяти участь у з'їзді було зустрінуто схвально, тому виникло питання про легітимність делегатів. Було вирішено під керівництвом
Б. Грінченка в умовах відсутності рідномовної школи об'єднати тих освітян Наддніпрянщини, що уболівали за розвиток національної культури українського народу, у Всеукраїнську спілку учителів і діячів народної освіти.
Перші з'їзди ВУУС відбулися у червні та грудні 1905, наступні — у липні 1906 та червні 1907.
Установчі збори Всеукраїнської спілки вчителів і діячів народної освіти обрали головою організації Б. Грінченка, секретарем В. Дурдуківського, скарбником В. Страшкевича, а також своїх представників на Третій делегатський з'їзд Всеросійської спілки. Ними стали С. Черкасенко та вчитель однієї із сільських шкіл на Київщині М. Крупський.
Відділення ВУУС діяли у Чернігівській, Полтавській, Катеринославській, Подільській, Херсонській та інших губерніях. ВУУС брала участь у з'їздах Всеросійського учительського союзу, підтримувала його програму перетворення всіх сфер життя Російської імперії, а отже, і народної освіти на засадах свободи, демократизації та децентралізації, виступала за рівне для всіх громадян право на освіту і знищення всіх діючих у цьому плані обмежень, введення загального безплатного та обов'язкового навчання у початковій школі тощо. Вимога ВУУС, щоб викладання в школі велося рідною мовою, привернула до неї увагу українського вчительства, яке розгорнуло боротьбу за національні школу і освіту. Під час реакції 1907-10 ВУУС та її місцеві організації припинили своє існування.
ВУУС відродила діяльність у квітні 1917 як профспілкова організація вчителів початкової та середньої школи. Уже наприкінці 1918 в 10 українських губерніях діяло 78 організацій, які об'єднували близько 20 тис. членів. Два Всеукраїнські з'їзди вчителів, що відбулися в серпні 1917 та січні 1919, визначили головні принципи організації шкільної і позашкільної освіти в Україні. ВУУС утворила Центральне бюро, що координувало діяльність усіх його підрозділів та організацій, видавала свій друкований орган — «Вільну українську школу». При Центральному бюро діяли також культурно-освітня, фінансово-економічна, правнича і медична комісії, бюро праці. Активну участь в організації та діяльності ВУУС брали С. Русова (голова), А. Бакалінський, О. Дорошкевич, П. Холодний, С. Черкасенко, О. Омшанський, Л. Білецький, А. Болозович, С. Романюк, Т. Сушицький та інші.
Після встановлення в Україні Радянської влади члени Спілки були запевнені в лібералізмі радянської влади до українських учителів, що давало надії на досягнення співпраці між ВУС та радянським урядом. У розмові делегатів ВУС з наркомом освіти В. Затонським були отримані запевнення в активному сприянні проведенню українізації та вирішенні нагальних педагогічних проблем. Комісар висловив думку, що всі мови рівні, і тому він не перешкоджатиме викладанню рідною мовою в українському селі. Однак запевнення комісара про сприяння українській школі та підтримку українців виявилися політичними лозунгами. На ділі більшовики почали жорстокі репресії проти українських учителів. Коли Україна на деякий час опинилася під владою Добровольчої армії Денікіна, в друкованому органі Всеукраїнської учительської спілки «Вільна Українська Школа» вийшла рубрика «Жертви червоного терору». Серед жертв червоного терору значилися прізвища Б. Бабича, директора Ржищівської української гімназії Київської губернії, І. Гавриша, сільського учителя з Київщини, В. Науменка, останнього міністра народної освіти за гетьманування Павла Скоропадського, А. Пінчука, активного громадського діяча, учителя Златопільської хлоп'ячої гімназії Київської губернії, Ю. Щириці, міністра освіти за Директорії. Всіх їх було страчено.
Більшовики у відношенні до українських учительських організацій бачили в них лише інструмент утвердження свого панування та скорішого і ефективнішого здійснення своїх реформ. Радянські уряди використовували ВУС, доки їм це було вигідно. Однак як тільки потреба у Всеукраїнській учительській спілці відпала, її було реформовано в нову Всеукраїнську спілку робітників освіти та соціалістичної культури. Під час останнього утвердження радянської влади в Україні наприкінці 1919 року-на початку 1920 року Народний комісаріат освіти провадив політику створення нового професійного об'єднання вчителів України та ліквідації Всераїнської учительської спілки. Після запеклих суперечок щодо подальшого розвитку організації, було ухвалено постанову про розпуск Всеукраїнської учительської спілки як такої, що не відповідає вимогам класового професійного руху.